# Bażany
Bażany est une localité polonaise de la gmina et du powiat de Kluczbork en voïvodie d'Opole.

## Histoire
De 1742 à 1945, Basan fait partie de l'arrondissement de Rosenberg-en-Haute-Silésie dans le district d'Oppeln au sein de la province de Silésie.